# Bulldozer (chorvatská hudební skupina)
Bulldozer je chorvatská thrashmetalová kapela založená roku 2001. Pochází z města Petrinja, proto jsou někdy označovaní Bulldozer Petrinja. Zpívají anglicky. Frontmanem kapely je Igor Pavleković. Dalšími členy jsou kytarista Dinko Bogunović, baskytarista Filip Besednik  a bubeník Danko Hajnic. Bývalí členové kapely byli: Dean Milakara (baskytara), Domagoj Rados (baskytara), Martin Petračic (baskytara) a Ivan Smolic (bubny).  

## Diskografie
Dema
- Virus (2004)

Studiová alba
- The 1st paragraph (2010)

## AlbumThe 1st paragraph
- The 1st paragraph − vydáno 22. prosince 2010

1. The beggining 0:48
2. Bulldozer 3:08
3. Grow strong 5:05
4. I do not 4:38
5. Needle man 5:48
6. Alone I'll die 5:35
7. Nothing 7:02
8. Burning inside 5:03
9. Exorcist 5:12
10. Bitch 3:11
11. Scarecrows 3:56